# جايمي بيدرو غونسالفيس
جايمي بيدرو غونسالفيس (بالبرتغالية: Jaime Pedro Gonçalves‏) هو كاهن كاثوليكي موزمبيقي، ولد في 26 نوفمبر 1936 في محافظة مانيكا في موزمبيق، وتوفي في 6 أبريل 2016 في بيرا في موزمبيق.